# Mpundu 2
Pour les articles homonymes, voir Mpundu.
Mpundu 2 ou Mpundu Big Camp est une localité du Cameroun, située dans l'arrondissement de Muyuka, le département du Fako et la région du Sud-Ouest.

## Population
En 1967, Mpundu 2 comptait 248 habitants. Lors du recensement de 2005, on a dénombré 296 habitants.